# Pterostoma designata
Pterostoma designata är en fjärilsart som beskrevs av Barend J. Lempke 1959. Pterostoma designata ingår i släktet Pterostoma och familjen tandspinnare. Inga underarter finns listade.